# Kunovci
Kunovci falu Horvátországban, Pozsega-Szlavónia megyében. Közigazgatásilag Pozsegához tartozik.

## Fekvése
Pozsegától 7 km-re északnyugatra, a Pozsegai-medencében, Ugarci és Marindvor között fekszik.

## Története
A határában található „Praprad” nevű lelőhely őskori és ókori leletei az ember itteni korai jelenlétéről tanúskodnak. A települést a török uralom idejében horvát katolikusok lakták. 1698-ban „Kunovczi” néven 4 portával szerepel a török uralom alól felszabadított szlavóniai települések összeírásában. 1702-ben 11, 1730-ban 12, 1760-ban 16 ház állt a településen.
Az első katonai felmérés térképén „Dorf Kunovczi” néven látható. Lipszky János 1808-ban Budán kiadott repertóriumában „Kunovczy” néven szerepel. Nagy Lajos 1829-ben kiadott művében „Kunovczi” néven 18 házzal, 133 katolikus vallású lakossal találjuk. 1857-ben 66, 1910-ben 117 lakosa volt. 1910-ben a népszámlálás adatai szerint lakosságának 96%-a horvát anyanyelvű volt. Pozsega vármegye Pozsegai járásának része volt. Az első világháború után 1918-ban az új szerb-horvát-szlovén állam, majd később (1929-ben) Jugoszlávia része lett. 1991-ben lakosságának 99%-a horvát nemzetiségű volt. 2001-ben 88 lakosa volt.

## Lakossága
| Lakosság változása | Lakosság változása | Lakosság változása | Lakosság változása | Lakosság változása | Lakosság változása | Lakosság változása | Lakosság változása | Lakosság változása | Lakosság változása | Lakosság változása | Lakosság változása | Lakosság változása | Lakosság változása | Lakosság változása | Lakosság változása |
| ------------------ | ------------------ | ------------------ | ------------------ | ------------------ | ------------------ | ------------------ | ------------------ | ------------------ | ------------------ | ------------------ | ------------------ | ------------------ | ------------------ | ------------------ | ------------------ |
| 1857               | 1869               | 1880               | 1890               | 1900               | 1910               | 1921               | 1931               | 1948               | 1953               | 1961               | 1971               | 1981               | 1991               | 2001               | 2011               |
| 66                 | 85                 | 74                 | 102                | 115                | 117                | 139                | 124                | 129                | 117                | 129                | 114                | 82                 | 79                 | 90                 | 88                 |